# Daron Acemoğlu
Daron Kamer Acemoğlu (Istanbul, 3 settembre 1967) è un economista turco naturalizzato statunitense.
Professore di economia al MIT, vincitore nel 2005 della John Bates Clark Medal e del Premio Nobel per l'economia nel 2024,   è fra i dieci economisti più citati al mondo.

## Biografia
Daron Acemoğlu è nato in Turchia in una famiglia di origine armena. Suo padre, Kevork Acemoğlu, era avvocato e docente all'Università di Istanbul; la madre Irma, insegnante, dirigeva una scuola media armena a Istanbul. Acemoğlu ha ottenuto il diploma di scuola media superiore nel 1986 alla Galatasaray High School di Istanbul; ha conseguito una laurea di primo livello all'Università di York (UK), e si è laureato in economia e in matematica alla London School of Economics (LSE), college dove nel 1992 ha conseguito il dottorato di ricerca. Docente di economia alla LSE nell'anno accademico 1992-1993, si è trasferito nel 1993 al Massachusetts Institute of Technology di Boston, dove dal 2000 è stato nominato professore ordinario. 
Le sue ricerche vanno dalla teoria della crescita all’economia del lavoro, dalla disuguaglianza nella distribuzione del reddito alla formazione dei lavoratori, fino alla matematica applicata. Condirettore delle riviste «Econometrica» e «National Bureau of Economic Research’s Macroeconomic Annual», è membro del comitato di direzione del «Journal of Economic Literature» e del «Journal of Economic Growth». Nel 2005 Daron Acemoğlu ha ottenuto la John Bates Clark Medal, il più prestigioso premio americano per l’economia riservato agli studiosi di età inferiore a 40 anni.
Il 14 ottobre 2024, gli è stato conferito, insieme a James A. Robinson e a Simon Johnson, il Premio Nobel per l'economia, con la seguente motivazione: "per gli studi su come le istituzioni si formano e impattano sulla prosperità".

## Ricerche e pubblicazioni
Acemoglu è considerato un seguace della nuova economia istituzionale. Le sue influenze includono Joel Mokyr, Kenneth Sokoloff, Douglass North, Seymour Martin Lipset e Barrington Moore.

### Origini economiche della dittatura e della democrazia
Pubblicato dalla Cambridge University Press nel 2006, Economic Origins of Dictatorship and Democracy di Acemoglu e Robinson analizza la creazione e il consolidamento delle società democratiche. Sostengono che "la democrazia si consolida quando le élite non hanno forti incentivi a rovesciarla. Questi processi dipendono: 1) dalla forza della società civile, 2) dalla struttura delle istituzioni politiche, 3) dalla natura delle crisi politiche ed economiche, 4) il livello di disuguaglianza economica, 5) la struttura dell’economia e (6) la forma e la portata della globalizzazione”.
Romain Wacziarg ha elogiato il libro e ha sostenuto che il suo contributo sostanziale è la fusione teorica del materialismo dialettico marxista ("il cambiamento istituzionale risulta da lotte distributive tra due gruppi sociali distinti, una classe dominante ricca e una maggioranza povera, ciascuno dei cui interessi è modellato principalmente dalle forze economiche") e le idee di Barry Weingast e Douglass North, i quali sostenevano che "la riforma istituzionale può essere un modo per le élite di impegnarsi credibilmente nelle politiche future delegando la loro attuazione a interessi che non vorranno invertirle". William Easterly lo definì "uno dei contributi più importanti alla letteratura sull'economia della democrazia da molto tempo". Edward Glaeser lo descrisse come un lavoro "enormemente significativo" e un "grande contributo".

### Perché le nazioni falliscono

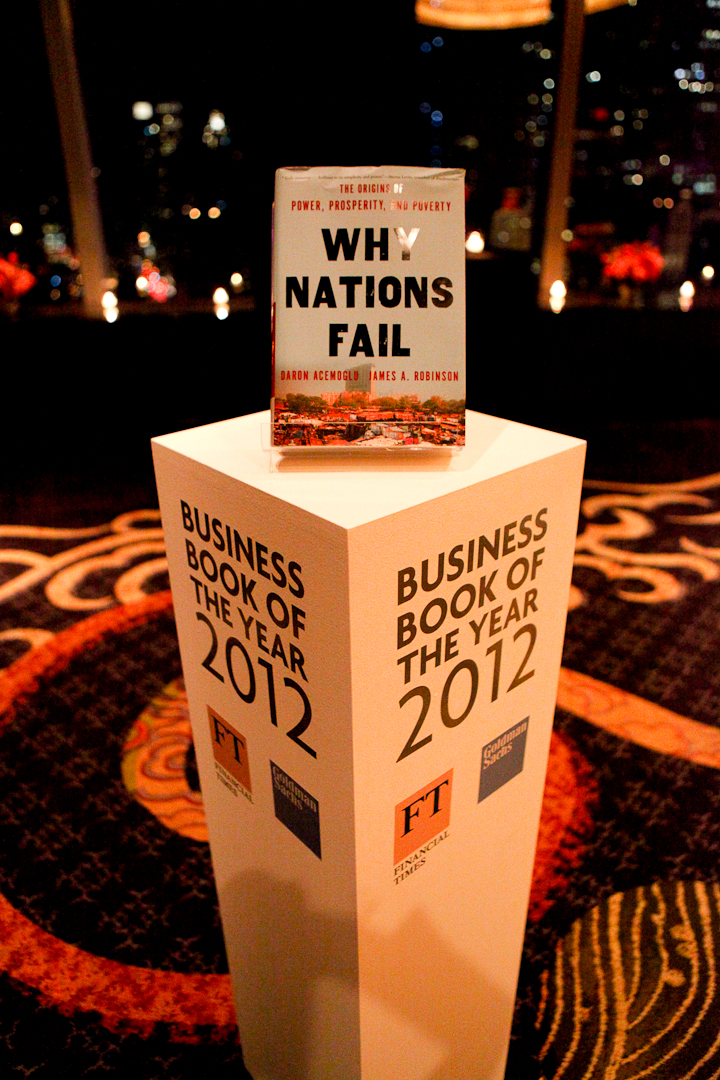
Why Nations Fail è stato incluso nella shortlist del premio Business Book of the Year 2012 del Financial Times

Nel loro libro del 2012, Why Nations Fail, Acemoglu e Robinson sostengono che la crescita economica all’avanguardia della tecnologia richiede stabilità politica, che la civiltà Maya (per citarne solo una) non aveva, e distruzione creativa. Quest’ultima non può verificarsi senza restrizioni istituzionali sulla concessione di diritti di monopolio e oligopolio. Dicono che la rivoluzione industriale sia iniziata in Gran Bretagna, perché la Carta dei Diritti inglese del 1689 ha creato tali restrizioni.
Acemoglu e Robinson insistono sul fatto che “le differenze di sviluppo tra paesi sono dovute esclusivamente a differenze nelle istituzioni politiche ed economiche, e rifiutano altre teorie che attribuiscono alcune differenze alla cultura, al clima, alla geografia o alla mancanza di conoscenza delle migliori politiche e pratiche”.   Ad esempio, "la Russia sovietica ha generato una rapida crescita poiché ha raggiunto rapidamente alcune delle tecnologie avanzate nel mondo [ma] stava esaurendo la forza negli anni '70" a causa della mancanza di distruzione creativa.
Del libro, scritto per il pubblico generale,  si è discusso ampiamente tra analisti e commentatori politici.  Warren Bass commentò sul Washington Post: "Tonico, loquace, selvaggiamente ambizioso e in definitiva pieno di speranza. Potrebbe, in effetti, essere una specie di capolavoro".
Clive Crook ha scritto su Bloomberg News che il libro merita la maggior parte dei "sontuosi elogi" che ha ricevuto. Nella sua recensione su Foreign Affairs, Jeffrey Sachs ha invece criticato Acemoglu e Robinson per aver ignorato sistematicamente fattori come la politica interna, la geopolitica, le scoperte tecnologiche e le risorse naturali. Ha anche sostenuto che l'attrattiva del libro era basata sul desiderio dei lettori di sentire che "la democrazia occidentale ripaga non solo politicamente ma anche economicamente"." Bill Gates definì il libro una "grande delusione" e definì l'analisi degli autori "vaga e semplicistica".  Ryan Avent, redattore di The Economist, ha risposto che "Acemoglu e Robinson potrebbero non avere del tutto ragione sul motivo per cui le nazioni riescono o falliscono. Ma almeno sono impegnati con il problema giusto".

### Il corridoio stretto
In The Narrow Corridor States, Societies, and the Fate of Liberty (2019), Acemoglu e Robinson sostengono che una società libera si ottiene quando il potere dello stato e della società si evolve in un equilibrio approssimativo.

### Potere e progresso
Pubblicato nel 2023, Power and Progress: Our Thousand-Year Struggle Over Technology and Prosperity è un libro di Acemoglu e Simon Johnson sullo sviluppo storico della tecnologia e sulle conseguenze sociali e politiche della tecnologia. Il libro affronta tre questioni: sul rapporto tra nuove macchine e tecniche di produzione e salari, sul modo in cui la tecnologia potrebbe essere sfruttata per i beni sociali e sul motivo dell’entusiasmo attorno all’intelligenza artificiale.
Potere e progresso sostiene che le tecnologie non producono automaticamente beni sociali, i cui benefici vanno a una ristretta élite. Offre una visione piuttosto critica dell’intelligenza artificiale (AI), sottolineandone l’impatto ampiamente negativo sull’occupazione, sui salari e sulla democrazia.
Acemoglu e Johnson forniscono anche una visione su come le nuove tecnologie potrebbero essere sfruttate per il bene sociale. Vedono l’era progressista come un modello da offrire. Discutono anche un elenco di proposte politiche per il reindirizzamento della tecnologia che include: 1) incentivi di mercato, 2) disgregazione della grande tecnologia, 3) riforma fiscale, 4) investimenti nei lavoratori, 5) protezione della privacy e la proprietà dei dati, 6) una tassa sulla pubblicità digitale.

## Opere (selezione)
- Recent Developments in Growth Theory, Cheltenham; Northampton (Ma): Edward Elgar, 2004, ISBN 9781843762591
- (con James A. Robinson), Economic Origins of Dictatorship and Democracy, Cambridge [etc.]: Cambridge University Press, 2005, ISBN 978-0521855266
- Introduction to Modern Economic Growth, Princeton: Princeton University Press, 2008, ISBN 978-1400835775
- (con James A. Robinson), Perché le nazioni falliscono; traduzione di Marco Allegra e Matteo Vegetti, Milano: Il saggiatore, 2013, ISBN 978-88-428-1873-1. Titolo originale: Why Nations Fail, New York: Crown Business, 2012, ISBN 978-0307719218.
- (con David Laibson e John A. List), Microeconomia: teoria ed evidenza empirica; Milano; Torino : Pearson, 2016, ISBN 9788891901118. Titolo originale: Microeconomics, Boston: Prentice Hall College Div, 2014, ISBN 0321391578, ISBN 978-0321391575
- (con David Laibson e John A. List), Principi di economia politica: teoria ed evidenza empirica, Milano; Torino : Pearson, 2016, ISBN 978-88-919-0107-1
- (con James A. Robinson), The Narrow Corridor: States, Societies, and the Fate of Liberty, New York : Penguin Press, 2019, ISBN 978-07-352-2438-4; edizione italiana: La strettoia : come le nazioni possono essere libere, traduzione di Fabio Galimberti e Gaia Seller, Milano : il Saggiatore, 2020, ISBN 978-88-428-2702-3